# عدوى الآيروموناس
الآيروموناس (بالإنجليزية: Aeromonas)‏ نوع من البكتريا يسبب التهابات الجلد مثل التهاب الهلل والبثور والدمامل.:279 وعلى الرغم من أنها تسبب التهابات خفيفة في الجلد إلا أنها يمكن أيضا أن تسبب التهابات خطيرة في المعدة والأمعاء.